# 62型护卫艇
62型护卫艇（北约代号：Shanghai，上海级）即0111型护卫艇，是中国设计制造的第四代炮艇。
中国海军部队亦称为“125吨护卫艇”，是中国人民解放军海军在二十世纪六七十年代广泛使用的主力攻击快艇，有众多的改型，生产数量更是高达300多艘。由于采用苏联M50ф-3柴油1200马力引擎的国产化并改良产品12V-180引擎，本级得以大量制造。
中国人民解放军海军针对二十世纪六十年代的海上作战背景和已装备的多型快艇的使用经验，开始进行新型炮艇的设计。0111原型艇于1960年5月13日在大连船厂开工建造并于1961年建成试航，1961年11月23日入役。1963年国务院军工产品定型委员会正式批准设计0111甲定型并开始装备部队，授予型号062。
62型護衛艇有一趣事，在1975年的中國電影《第二個春天》中，出現一艘命名為「海鷹」號，載有導彈的新型水翼快艇。西方一度誤以為是解放軍海軍研發中的實艇，並稱之為028型「海島」級導彈快艇。然而，片中的快艇其實是由舷號625 (一說是舷號4308) 的62型艇改裝而來的拍攝道具。

## 型别
- 0111型原型艇，排水量125吨。两座66式双联装57mm77倍径舰炮
- 0111甲型艇，批量生产型。两座61式37mm63倍径舰炮。舰桥后方甲板横向布置两座61式双联装25mm60倍径舰炮。四台L-12V-180型柴油机。单机功率1200马力。四轴推进。1962年12月首批三艘在大连造船厂开建。
- 0111乙型艇，动力改为2台L-12V-180型柴油机与2台L-12D-6小型柴油机。
- 0111丙型艇，使用了新型柴油机H-12V-180型柴油机。
- 0111丁型艇，动力为进口柴油机。
- 0111Ｓ型艇，加装了反潜设备。
- 62-1型护卫艇，改善了艇上生活条件。1986年交付。北约代号：Shanghai III。

## 编制
- 艇长
- 副长
- 指导员
- 副指导员
- 译电员
- 机电军士长（排职）
  - 轮机班
  - 机电班
- 枪炮长（兼职帆缆长）
  - 前炮班
  - 后炮班
  - 深弹班
- 航海长 
  - 电航班
  - 操舵班/航海班:操舵手和俥钟手
- 观通长
  - 观通班
- 雷达军士长
  - 雷达班
- 报务员
  - 观通班
- 司务长
  - 炊事班
- 军医